# Rhene habahumpa
Rhene habahumpa là một loài nhện trong họ Salticidae.
Loài này thuộc chi Rhene. Rhene habahumpa được Alberto Barrion & James A. Litsinger miêu tả năm 1995.